# Standard Oil
Standard Oil Co., Inc. var et amerikansk olieselskab, der producerede, transporterede, raffinerede og markedsførte olie. Det blev grundlagt i 1870 af John D. Rockefeller og Henry Flagler i Ohio, og var et af de største olieraffinaderier i verden på dens tid. Dets historie som en af verdens første og største multinationale virksomheder sluttede i 1911, da USA's højesteret, i en skelsættende sag, afgjorde at Standard Oil var et illegalt monopol. 
Standard Oil dominerede olieproduktmarkedet i starten gennem horisontal integration i raffineringssektoren, og i de senere år vertikal integration; virksomheden var en innovatør i udviklingen af virksomhedstrust. Standard Oil trust strømlinede produktion og logistik, nedsatte omkostninger og underbød konkurrenter. "Trust-busting"-kritikere anklagede Standard Oil for at bruge en aggressiv prissætning for at ødelægge konkurrenter og forme et monopol der truede andre virksomheder.
Rockefeller styrede virksomheden som dens formand, indtil sin pension i 1897. Han forblev majoritetsaktionær og i 1911, med opløsningen af Standard Oil trust til 34 mindre firmaer, blev Rockefeller den rigeste mand i verden, da den umiddelbare indtægt fra hvert af disse individuelle firmaer viste sig at være meget højere end hvad det kunne komme fra én meget større virksomheder. Dets efterfølgere, såsom ExxonMobil eller Chevron er stadig blandt de virksomheder med den største indkomst på verdensplan. I 1882 var hans største hjælper John Dustin Archbold. Efter 1896 trådte Rockefeller væk fra forretning for at koncentrere sig om sin filantropi, hvorved han overlod kontrollen til Archbold. Andre notable Standard Oil ledere inkluderer Henry Flagler, udvikler af Florida East Coast Railway og feriebyer, og Henry H. Rogers, der byggede Virginian Railway.

## Grundlæggelse og tidlige år
Standard Oils præhistorie begyndte i 1863 som et Ohio-partnerskab dannet af industrimanden, John D. Rockefeller, hans bror William Rockefeller, Henry Flagler, kemikeren Samuel Andrews, Stephen V. Harkness, og Oliver Burr Jennings, der var gift med en søster til William Rockefellers hustru. I 1870 ophævede Rockefeller partnerskabet og grundlagde Standard Oil i Ohio. Af de første 10.000 aktier modtog John D. Rockefeller 2.667; Harkness 1.334; William Rockefeller, Flagler, og Andrews hver 1.333; Jennings modtog 1.000, og virksomheden Rockefeller, Andrews & Flagler modtog også 1.000. Rockefeller valgte navnet "Standard Oil" som et symbol på pålidelige "standarder" for kvalitet og service, som han forestillede sig for den spirende olieindustri.
I de tidlige år dominerede John D. Rockefeller kombinationen; han var den vigtigste figur i udformningen af den nye olieindustri.:35  Han fik hurtigt fordelt magt og de opgaver der omhandlede vedtægtsdannelse til et system af udvalg, men forblev altid den største aktionær. Myndigheden blev centraliseret i virksomhedens hovedkontor i Cleveland, men beslutninger på kontoret blev lavet i en samarbejdsvillig måde.
Virksomheden voksede med stigende salg og gennem opkøb. Efter køb af konkurrerende virksomheder, lukkede Rockefeller dem han troede var ineffektiv og beholdt de andre. I en skelsættende aftale i 1868, gav Lake Shore Railroad, en del af New York Central, Rockefellers virksomhed en starten sats på en cent for en gallon eller 42 cents for en tønde, en effektiv rabat på 71 % fra de priser der var anført, til gengæld for et løfte om at transportere mindst 60 vognladninger af olie dagligt, og til selv at håndtere at laste og losse.[kilde mangler] Mindre virksomheder fordømte sådanne tilbud som urimelige, fordi de ikke producerede nok olie til at kvalificere sig til rabatter.
Standards handlinger og hemmelige transporttilbud hjalp dets petroleumprisen til at falde fra 58 til 26 cent fra 1865 til 1870. Konkurrenterne kunne ikke lide virksomhedens forretningspraksis, men forbrugerne kan godt lide de lavere priser. Standard Oil, der blev dannet længe før opdagelsen af Spindletop oliefeltet (i Texas, langt fra Standard Oils base i Midtvesten) og en efterspørgsel efter olie i stedet for varme og lys, var godt placeret til at styre væksten i oliebranchen. Selskabet blev anset for at eje og kontrollere alle aspekter af industrien.

### South Improvement Company
I 1872 kom Rockefeller ind i South Improvement Co., hvilket gjorde det muligt for ham at opnå rabatter til shipping og påvirke den olie, som hans konkurrenter benyttede sig af. Men da denne aftale blev nåede offentligheden overbeviste hans konkurrenter Pennsylvania Legislature om at omstøde South Improvements tilladelser. Der blev aldrig shippet noget olie afsted under denne aftale. Ved brug af meget effektive taktikker, der senere er blevet kritiseret fra flere side, absorberede eller ødelagde det størstedelen af konkurrencen i Cleveland på mindre end 2 måneder, og senere også i det nordøstlige USA.

### Hepburn Committee
A. Barton Hepburn blev ansat af New York State Legislature i 1879 til at undersøge jernbanernes praksis med at give rabatter inden for staten. Købmænd uden bånd til olieindustrien havde presset på for disse høringer. Før komiteens undersøgelser var der kun få, som kendte omfanget af Standard Oils kontrol og indflydelse på olieraffinaderier og olieledninger, som tilsyneladende ikke havde tilknytning til selskabet. Hawke (1980) skriver, at kun omkring et dusin personer i Standard Oil kendte til omfanget af firmaets virke. Udvalgets rådgiver, Simon Sterne, udspurgte repræsentanter fra Erie Railroad og New York Central Railroad, og han fandt ud af, at mindst halvdelen af deres langdistance-trafik fik rabatter, og at størstedelen af denne trafik kom fra Standard Oil. Udvalget flyttede herefter fokus til udelukkende at omhandle Standard Oils drift. John Dustin Archbold, der var formand for Acme Oil Company, afviste at Acme havde associationer til Standard Oil. Han indrømmede herefter at han var ansat som direktør for Standard Oil. Komiteens endelige rapport udskældte jernbanerne for deres rabatpolitikker, og den nævnte Standard Oil som et eksempel. Rapporten var i modstrid med Standard Oils interesser, siden deres langdistance olie-rørledninger nu var deres foretrukne transportmetode.

### Standard Oil Trust
Som modsvar til statens love, der forsøgte at begrænse firmaers omfang, så udviklede Rockefeller og hans forbundsfæller innovative måder at organisere sig på, så de effektivt kunne styre der hurtigtvoksende virksomheder. Den 2. januar 1882 sammenlagde de deres forskellige virksomheder, der var spredt over adskillige stater, under en samlet trusts. I en hemmelig aftale overdrog de 37 aktionærer deres andele til ni bestyrelsesmedlemmer for denne trust: John and William Rockefeller, Oliver H. Payne, Charles Pratt, Henry Flagler, John D. Archbold, William G. Warden, Jabez Bostwick og Benjamin Brewster. Denne organisation viste sig at være så succesfuld, at andre store selskabet adopterede denne "trust"-form til at organisere sig under.

### Sherman Antitrust Act
I 1890 vedtog, kongressen Sherman Antitrust Act – en amerikansk anti-monopol lovgivning. Lover forbød enhver kontakt, planlægning, handel eller konspiration for at begrænse handel, selvom ordlyden "handelbegrænsning" forblev subjektiv. Standard Oil-gruppen blev hurtig genstand for opmærksomhed for aintitrust-myndigheder, hvilket ledte til at Ohio Attorney General David K. Watson sagsøgte virksomheden.
Fra 1882 til 1906 betalte Standard Oil $548.436.000 i dividende med 65,4% i udbyttebetalings-ratio. Den totale indtjening i perioden fra 1882 til 1906 beløb sig til $838.783.800, hvilket oversteg dividenden med $290.347.800, som blev brugt til at udbygge eksisterende faciliteter.

## 1895–1913
I 1896 trak John Rockefeller sig tilbage fra Standard Oil Co. of New Jersey, der var holdingselskabet i gruppen, men han forblev både formand for formand og storaktionær. Næstformanden, John Dustin Archbold deltog i vid udstrækning i driften af selskabet. I 1904 kontrollerede Standrard Oil 91% af olieproduktionen af 85% af alt salg i USA. På dette tidspunkt forsøgte både staten og de føderale lovmagere at modvirke denne udvikling med "antitrust"-lovgivning. I 1911 sagsøgte USAs Justistministerium gruppen under den føderale antitrust-lov, og beordrede at det blev opdelt i 34 selskaber.
Standard Oils markedsposition blev oprindeligt etableret ved at lægge vægt på effektivitet og ansvarlighed. Mens de fleste virksomheder dumpede benzin i floder (før automobiler blev udbredte), bruge Standard Oil det som brændstof til deres maskiner. Mens andre virksomheders raffinaderier producerede enorme mængder tungt affald, så fandt Rockefeller en måde at sælge det på. Eksempelvis skabte Standard Oil det første syntetiske alternativ til bivoks, og det købte virksomheden, der opfandt og producerede Vaseline, Chesebrough Manufacturing Co., som var ejet fra 1908 til 1911.
En af de oprindelige "Muckrakere" var Ida M. Tarbell, en amerikansk forfatter og journalist. Hendes far var en olieproducent hvis virksomhed fejlede som følge af Rockefellers aktiviteter. Efter omfattende interviews med en sympatisk overordnet i Standard Oil, Henry H. Rogers, igangsatte Tarbells undersøgelser af virksomhedens forretningsmetode flere offentlig angreb på Standard Oil og på monopoler generelt. Hendes arbejde blev udgivet i 19 dele i McClure's magasin fra november 1902 til oktober 1904, og herefter som bogen The History of the Standard Oil Co i 1904.
Standard Oil Trust blev styret af en lille gruppe familier. I 1910 udtalte Rockefeller: "Jeg mener det er en forbrydelse at Pratt-familien, Payne–Whitney-familien (som var den samme, da alle deres aktier kom fra Colonel Payne), Harkness-Flagler familien (der kom ind i firmaet sammen) og Rockefeller-familien kontrollere størstedelen af aktierne igennem hele virksomhedens historie frem til i dag."
Disse familier geninvesterede deres dividender i andre industrier, navnlig i jernbaner. De investerede også mange penge i virksomheder inden for gas og elektrisk lys (inklusive giganten Consolidated Gas Co. of New York City). De købte store mængder aktier i U.S. Steel, Amalgamated Copper og sågar Corn Products Refining Co.
Weetman Pearson, der var en britiske petroleumsentreprenør i Mexico, begyndte at forhandle med Standard Oil i 1912-13 for at sælge sit oliefirma "El Aguila", da Pearson ikke længere var bundet af løfter til Porfirio Díaz-regimet (1876–1911) om ikke at sælge til amerikanske interesser. Handlen blev dog ikke gennemført, og hans firma blev i stedet solgt til Royal Dutch Shell.

## Opløsning
I 1911 nåede den offentlige modstand mod firmaet sit klimaks, og i retssagen Standard Oil Co. of New Jersey v. United States fastslog den amerikanske højesteret, at Standard Oil of New Jersey skulle deles op ifølge Sherman Antitrust Act og splittes i 34 virksomheder. To af disse virksomheder var Standard Oil of New Jersey (Jersey Standard eller Esso), der senere blev til Exxon, og Standard Oil of New York (Socony), som senere blev til selskabet Mobil; Exxon og Mobil fusionerede senere i 1999 og blev til ExxonMobil.
I løbet af de næste årtier voksede begge virksomheder betragteligt. Jersey Standard, der blev ledet af Walter C. Teagle, blev verdens største olieproducent. Jersey Standard købte 50 procents andel i Humble Oil & Refining Co., der var en olievirksomhed fra Texas. Socony købte 45 procent af aktierne i Magnolia Petroleum Co., der raffinerede og markedsførte og solgte olieledninger. I 1931 blev Socony slået sammen med Vacuum Oil Co., der var en af industriens pionerer, der blev grundlagt i 1866, og i sig selv var en stor Standard Oil spin-off.
I Asien-Stillahavsregionen havde Jersey Standard produktion af olie og olieraffinaderier i Indonesien, men ikke et markedsføringsnetværk. Socony-Vacuum havde asiatiske afdelinger, der blev forsynet fra Californien. I 1933 slog Jersey Standard og Socony-Vacuum sig sammen i regionen med et 50–50 joint venture. Standard-Vacuum Oil Co., eller "Stanvac", drev virksomhed i 50 lande, fra Østafrika til New Zealand, før det blev opløst i 1962.
Det oprindelige Standard Oil Company virksomhed eksisterer fortsat, og de driver enheder for Sohio; der nu er et datterselskab ejet af BP. BP solgte dog benzin under Sohio-navnet helt fremt il 1991. Andre af Standard Oils virksomheder inkluderer "Standard Oil of Indiana" der blev til Amoco efter at have fusioneret med flere andre virksomheder og en navneændring i 1980'erne, og "Standard Oil of California" blev til Chevron Corp.

## Efterfølgende selskaber
De selskaber, som blev oprettet som følge af opdelingen af Standard Oil udgør i dag kernen i USA's olieindustri. Flere af disse virksomheder blev betragtet os De syv søstre, der dominerede industrien på verdensplan i en stor del af 1900-tallet. Disse inkluderer:
- Standard Oil of New Jersey (SONJ) - eller Esso (S.O.), eller Jersey Standard – fusioneret med Humble Oil og dannede Exxon, der nu er en del af ExxonMobil. Standard Trust virksomheder Carter Oil, Imperial Oil (Canada) og Standard of Louisiana blev beholdt som en del af Standard Oil of New Jersey efter opløsningen.
- Standard Oil of New York – eller Socony, fusioneret med Vacuum – fik det nye navn Mobil, nu en del af ExxonMobil.
- Standard Oil of California – eller Socal – fik det nye navn Chevron, blev ChevronTexaco, men skiftede tilbage til Chevron.
- Standard Oil of Indiana - eller Stanolind, fik det nye navn Amoco (American Oil Co.) – nu en del af BP.
- Standard's Atlanticog det uafhængige firma Richfield fusionerede og dannede Atlantic Richfield Company eller ARCO, som efterfølgende blev en del af BP. Det er siden bleve solgt til Tesoro. Atlantic aktiviteter blev trukket ud og solgt til Sunoco.
- Standard Oil of Kentucky – eller Kyso – blev købt af Standard Oil of California, det nuværende Chevron.
- The Standard Oil Company (Ohio) – eller Sohio – den oprindelige Standard Oil-enhed. Blev købt af BP i 1987.
- The Ohio Oil Co. – eller The Ohio – markedsførte benzin under Marathon-navnet. Virksomheden er i dag kendt som Marathon Petroleum, og det var ofte en rival for Standard-selskabet, Sohio.

Andre Standard Oil spinoffvirksomheder:
- Standard Oil of Iowa – pre-1911 – købt af Chevron.
- Standard Oil of Minnesota – pre-1911 – købt af Amoco.
- Standard Oil of Illinois - pre-1911 - købt af Amoco.
- Standard Oil of Kansas – udelukkende olieraffinering, senere købt af Amoco.
- Standard Oil of Missouri – pre-1911 – opløst.
- Standard Oil of Louisiana – oprindeligt ejet af Standard Oil of New Jersey (nu Exxon).
- Standard Oil of Brazil – oprindeligt ejet af Standard Oil of New Jersey (nu Exxon).

Andre virksomheder der blev frasolgt i 1911 ved opløsningen:
- Anglo-American Oil Co. –købt af Jersey Standard in 1930, nu Esso UK.
- Buckeye Pipe Line Co.
- Borne-Scrymser Co. (chemicals)
- Chesebrough Manufacturing (købt af Unilever)
- Colonial Oil
- Crescent Pipeline Co.
- Cumberland Pipe Line Co. (købt afAshland[25])
- Eureka Pipe Line Co.
- Galena-Signal Oil Co.
- Indiana Pipe Line Co.
- National Transit Co.
- New York Transit Co.
- Northern Pipe Line Co.
- Prairie Oil & Gas
- Solar Refining
- Southern Pipe Line Co.
- South Penn Oil Co. – blev senere til Pennzoil, der nu er en del af Shell.
- Southwest Pennsylvania Pipe Line Co.
- Swan and Finch
- Union Tank Lines
- Washington Oil Co.
- Waters-Pierce

Note: Standard Oil of Colorado was not a successor company; the name was used to capitalize on the Standard Oil brand in the 1930s. Standard Oil of Connecticut is a fuel oil marketer not related to the Rockefeller companies.